# Diopsis anthracina
Diopsis anthracina är en tvåvingeart som beskrevs av Enrico Adelelmo Brunetti 1928. Diopsis anthracina ingår i släktet Diopsis och familjen Diopsidae. Inga underarter finns listade i Catalogue of Life.